# 쾰른 공과대학교
쾰른 공과대학교(독일어: Technische Hochschule Köln)는 독일 노르트라인베스트팔렌주 쾰른에 있는 공립 응용학문대학이다. 1971년에 다양한 교육기관들이 통합되면서 세워졌으며, 그 전신 가운데에는 1833년에 설립된 왕립 지방 직업 학교가 있다.
쾰른 공과대학교는 독일에서 가장 많은 학생들이 다니는 응용학문대학으로 2019년을 기준으로 약 26,000명의 학생들이 다니고 있다. 약 100개의 학사 학위 과정과 석사 학위 과정을 제공한다.

## 위치
쾰른 공과대학교는 쾰른의 쥐트슈타트와 도이츠, 뮐하임에 캠퍼스를 두고 있으며 굼머스바흐에는 컴퓨터과학부, 레버쿠젠에는 화학부를 두고 있다.

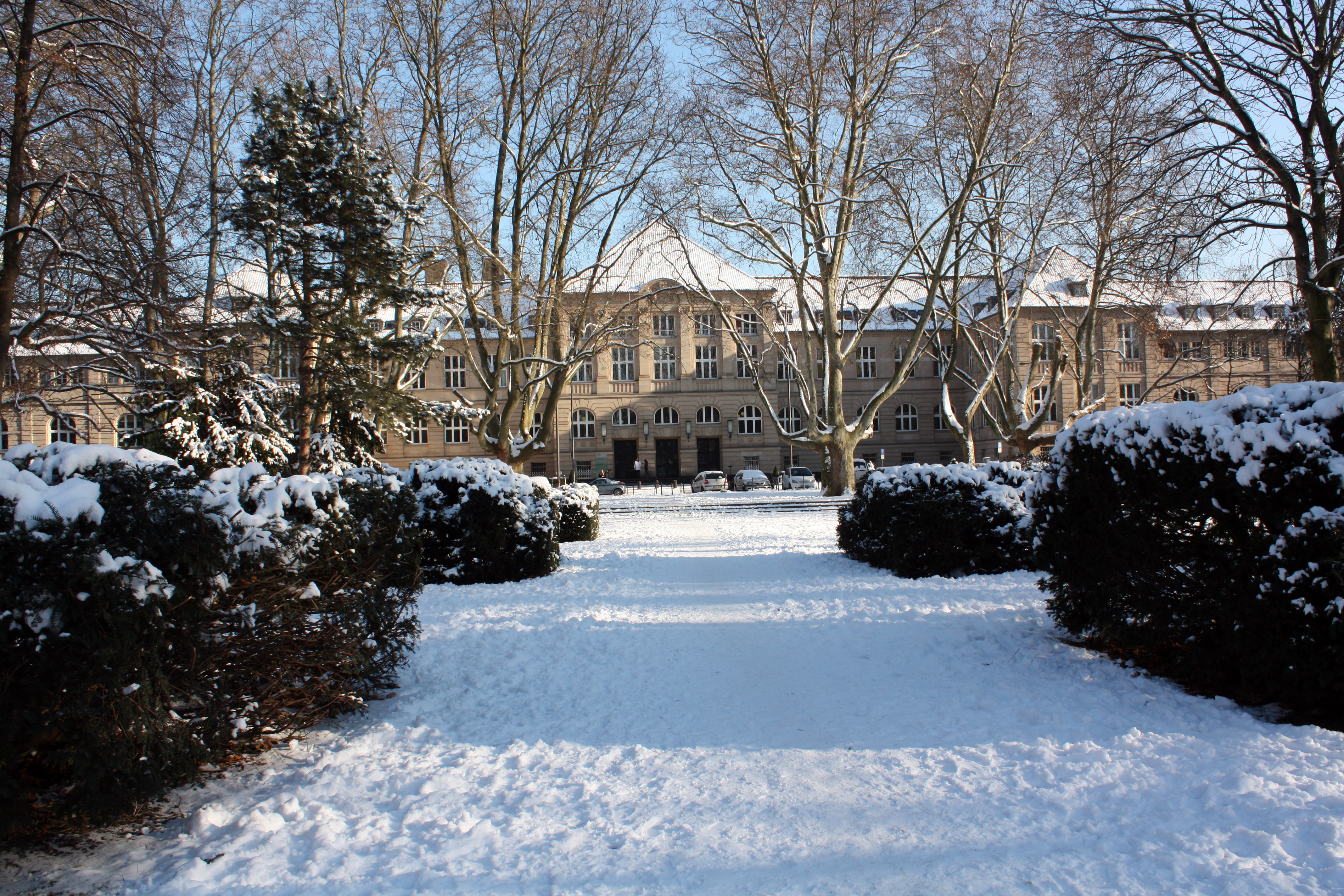
쥐트슈타트 캠퍼스의 겨울
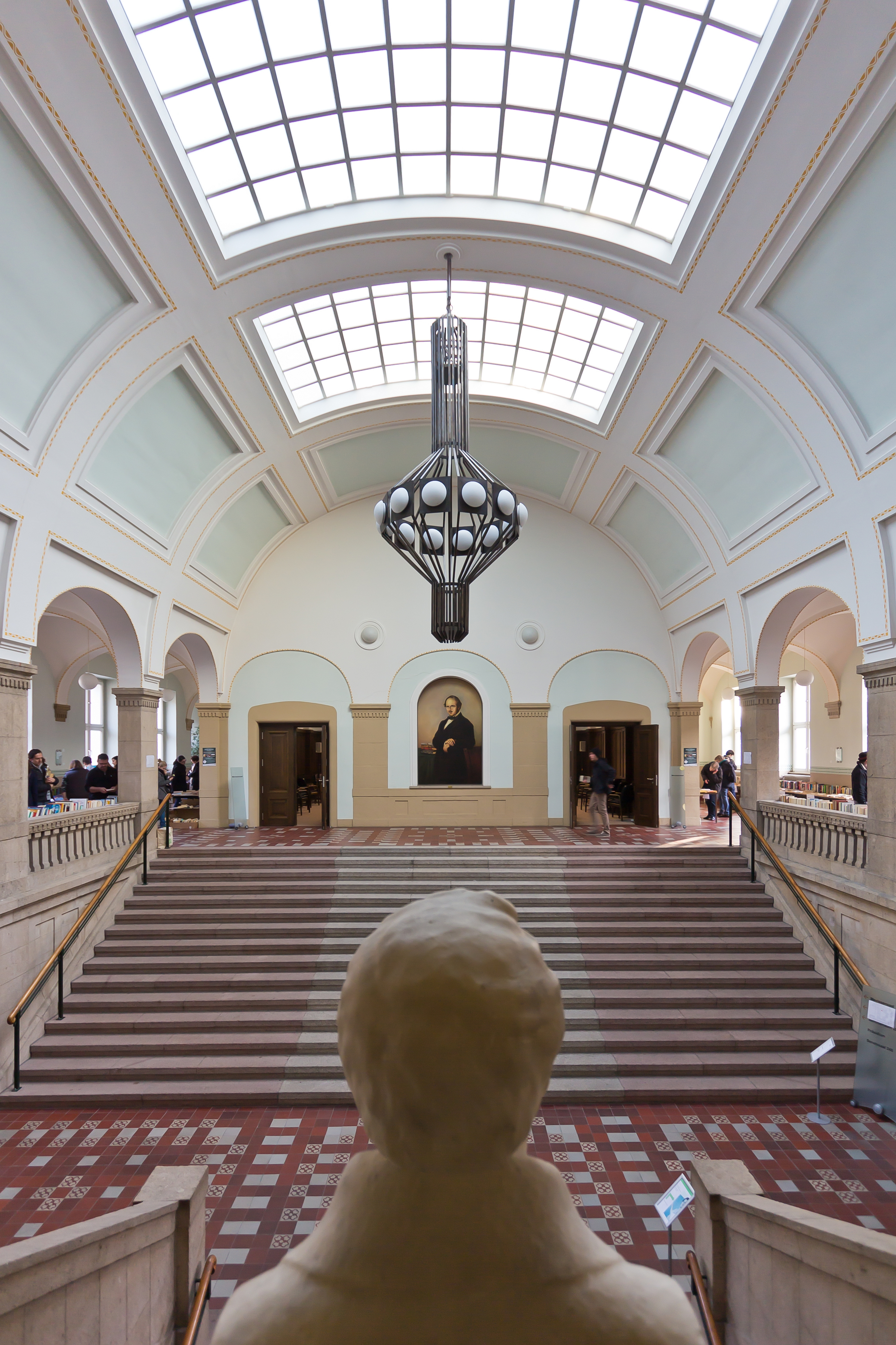
쥐트슈타트 캠퍼스
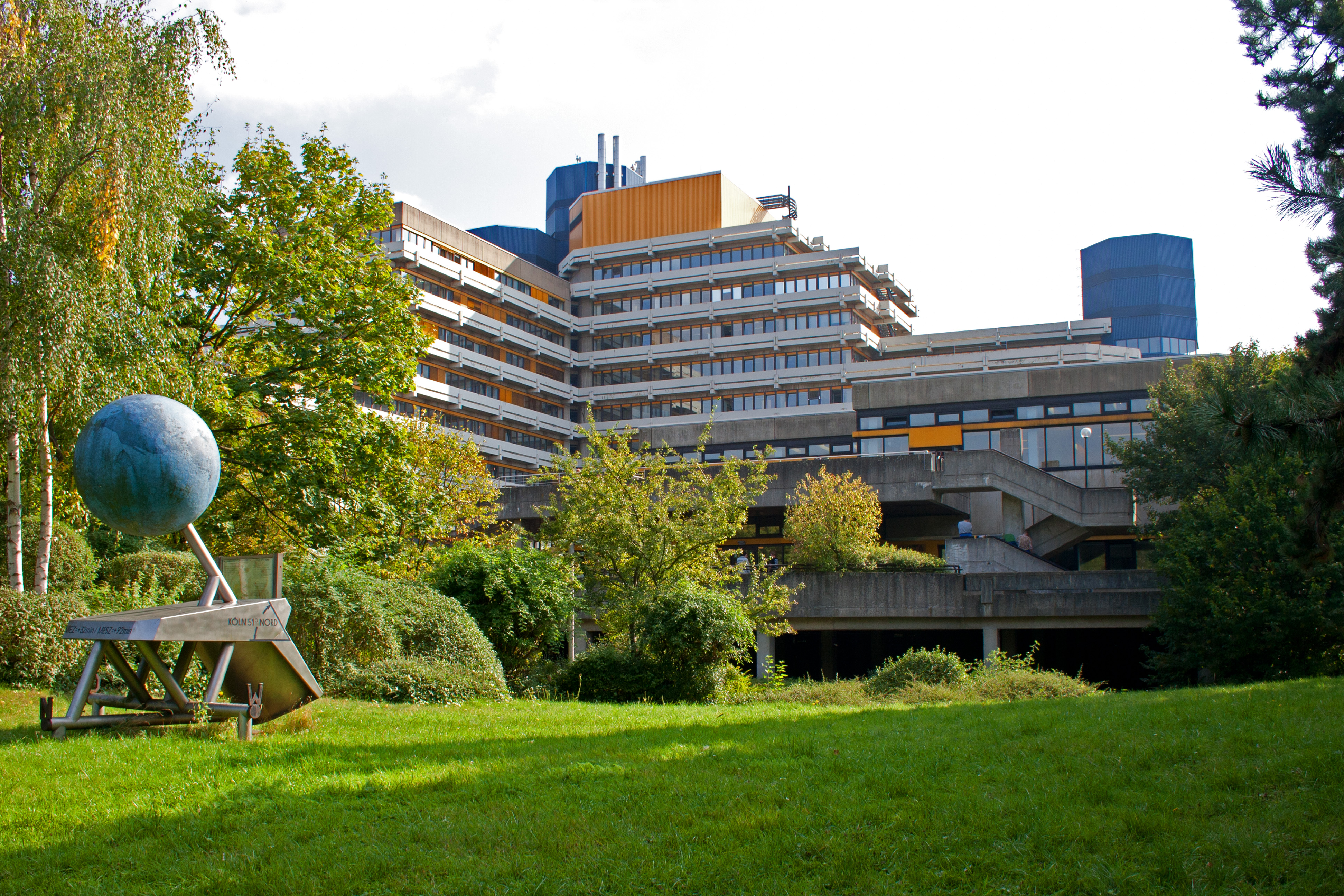
도이츠 캠퍼스
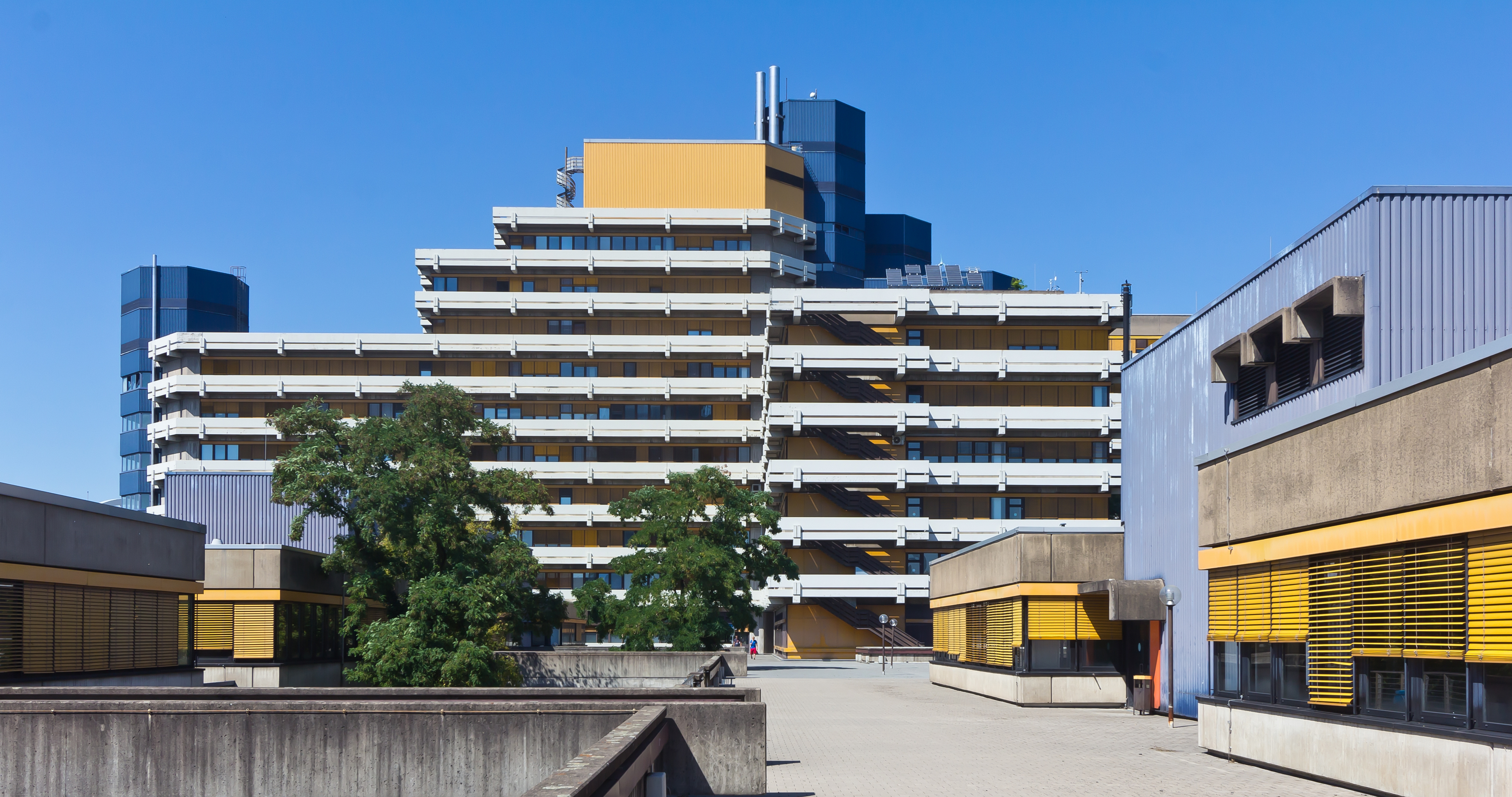
도이츠 캠퍼스
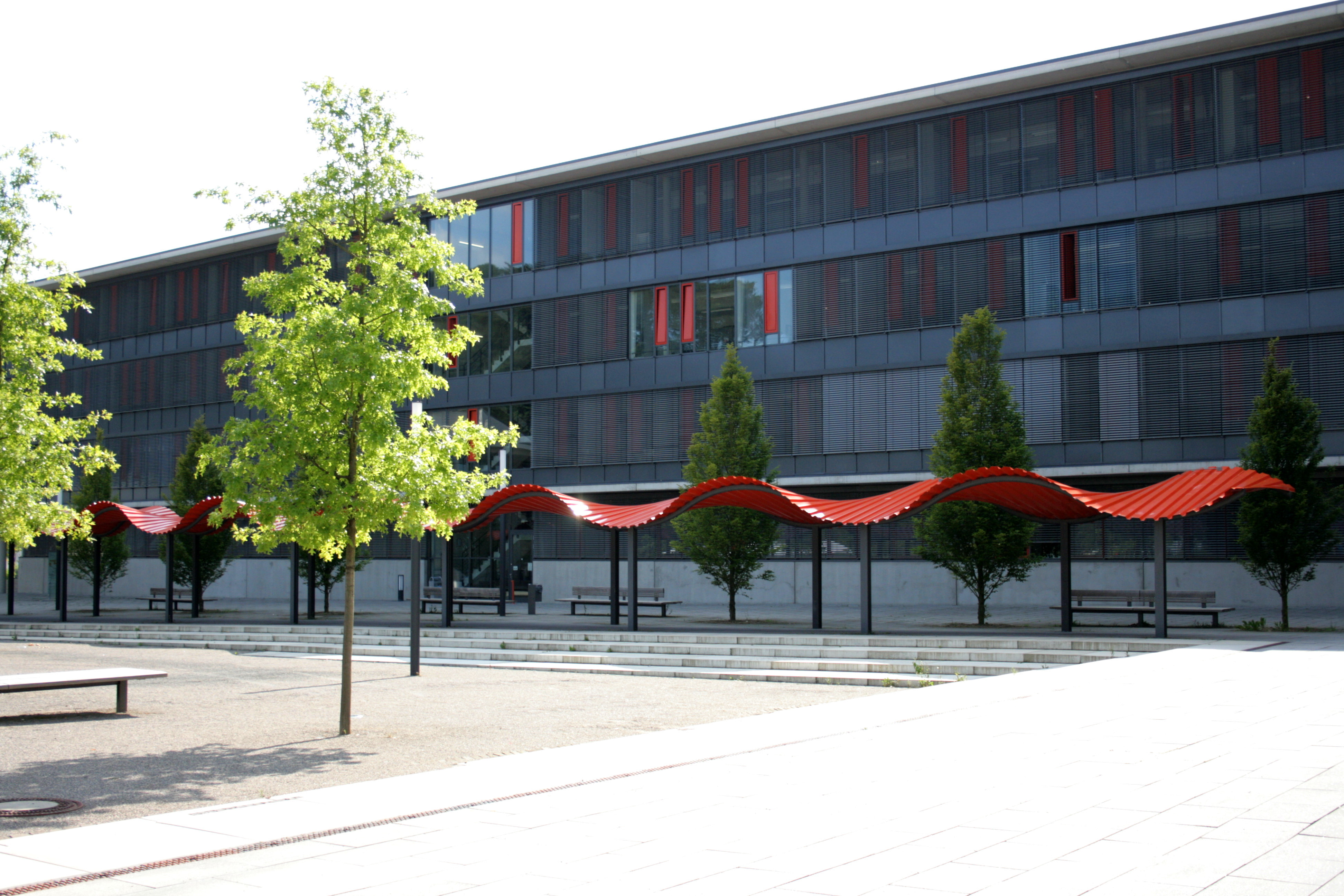
굼머스바흐 캠퍼스
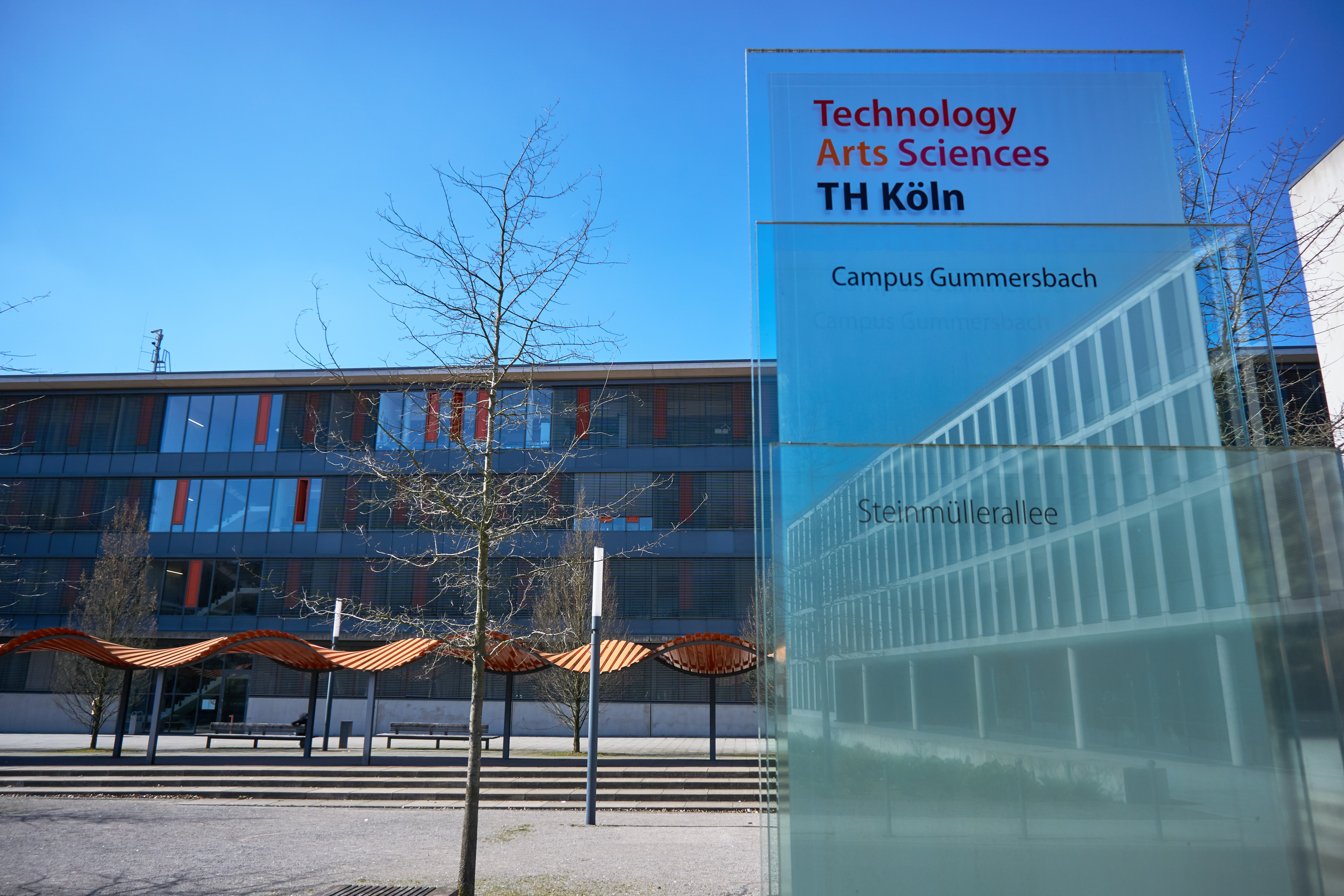
굼머스바흐 캠퍼스

## 교류
쾰른 공과대학교는 2019년 12월을 기준으로 약 290곳의 외국 대학들과 교류 협정을 맺었다. 또한 유럽 대학 협회의 회원이며 독일에 있는 응용학문대학 7곳의 연합체인 UAS7의 회원이다.